# David DeCoteau
David DeCoteau (nascido em 5 de janeiro de 1962, Portland, Oregon) é um diretor e produtor  americano mais conhecido por realizar filmes de terror de baixo orçamento..

## Biografia
DeCoteau é um  diretor bem atuante, muitas vezes credita seus filmes com  diferentes nomes (Julian Breen, Ellen Cabot , Chasen Richard, David da Silva, Eric Mancini, David McCabe, Jack Reed, Sloan Victoria, Tate Martin, e Tennent Joseph). Grande parte de seus filmes tem uma tendência homoerotica, o que tem se levado a questionar a sexualidade do diretor, que nunca disse nada a respeito.

## Filmografia
- Dreamaniac (1986)
- Nightmare Sisters (1987)
- Creepozoids (1987)[4]
- Sorority Babes in the Slimeball Bowl-O-Rama (1988)
- Lady Avenger (1989)
- Deadly Embrace (1989)
- American Rampage (1989)
- Dr. Alien (1989)
- Murder Weapon (1990)
- Puppet Master III: Toulon's Revenge (1991)
- Naked Instinct (1993)
- The Girl I Want (1993)
- Beach Babes from Beyond (1993)
- Test Tube Teens from the Year 2000 (1994)
- Prehysteria! 3 (1995)
- Skeletons (1996)
- Petticoat Planet (1996)
- Lurid Tales: The Castle Queen (1996)
- Bikini Goddesses (1996)
- Prey of the Jaguar (1996)
- Shrieker (1997)
- The Journey: Absolution (1997)
- Leather Jacket Love Story (1997)
- Talisman (1998)
- Frankenstein Reborn! (1998)
- Curse of the Puppet Master (1998)
- Beach Babes 2: Cave Girl Island (1998)
- Witchouse (1999)
- Alien Arsenal (1999)
- The Killer Eye (1999)
- Totem (1999)
- Retro Puppet Master (1999)
- Voodoo Academy (2000)
- Prison of the Dead (2000)
- Frankenstein & the Werewolf Reborn! (2000)
- The Brotherhood (2000)[5]
- Ancient Evil: Scream of the Mummy (2000)
- The Brotherhood II (2001)
- Final Stab (2001)
- Morgana (2001)
- The Frightening (2002)
- The Brotherhood III: Young Demons (2002)
- Wolves of Wall Street (2002)
- Leeches! (2003)
- Speed Demon (2003)
- Ring of Darkness (2004)[6]
- Tomb of Terror (continuação "Evil Never Dies" 3) (2004)
- The Sisterhood (2004)
- Killer Bash (2005)
- Brotherhood IV: The Complex (2005)
- Witches of the Caribbean (2005)[7]
- Beastly Boyz (2006)
- Grizzly Rage (2007)
- The Raven (2007)
- House of Usher (2008)
- Playing with Fire (2008)
- The Invisible Chronicles (2009)
- The Brotherhood V: Alumni (2009)[8]
- The Pit and the Pendulum (2009)
- The Brotherhood VI: Initiation (2009)
- Puppet Master: Axis of Evil (2009)